# Stazione di Selva del Bocchetto
Stazione di Selva del Bocchetto 2014-ben bezárt vasútállomás Olaszországban, Terenzo településen.

## Vasútvonalak
Az állomást az alábbi vasútvonalak érintették:
- Parma–La Spezia-vasútvonal

## Kapcsolódó állomások
A vasútállomáshoz az alábbi állomások vannak a legközelebb:
- Stazione di Solignano
- Stazione di Citerna Taro